# Petra Faksová
Petra Faksova (Petra Faksová, * 3. března 1975 Praha) je česká herečka a modelka.

## Životopis
Petra Faksová přijela do Itálie jako modelka, ale poté se vydala na hereckou dráhu.

## Filmografie

### Herečka
- Il commissario (2001) – televizní seriál, 1 epizoda
- Il maresciallo Rocca (2001) – televizní seriál, 1 epizoda
- Papa Giovanni – Ioannes XXIII (2002) – minitelevizní seriál, 2 epizody
- Padri (televizní film) (2002)
- Una famiglia per caso (2003)
- La terza stella (2005)
- Edda (2005) – malý televizní seriál, 2 epizody
- Il padre delle spose (2006)
- Scusa ma ti voglio sposare (2010)